# Cathrine Engelhart Amyot
Catherine (Cathinca) Caroline Engelhart Amyot (1845-1926) var en dansk maler, der specialiserede sig i portrætter og genreværker. Hun rejste vidt omkring og skabte en række værker af historisk interesse. I 1869 begyndte hun at udstille i Düsseldorf og København. Efter hun giftede sig med den engelske læge Thomas Amyon udstillede hun jævnligt i Parisersalonen og Londons Royal Academy of Arts i perioden 1879-1890.